# Thây ma điện thoại

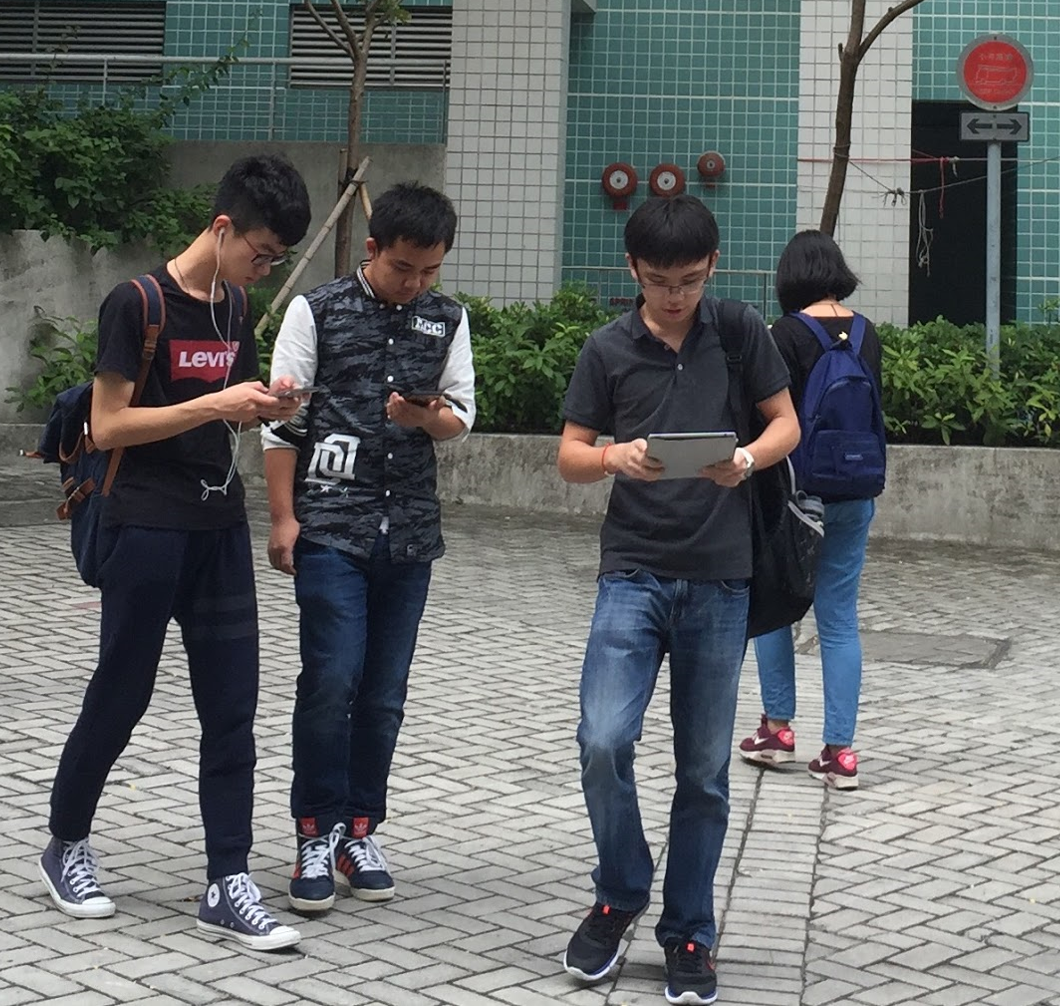
Những người dùng điện thoại thông minh(smartphone)

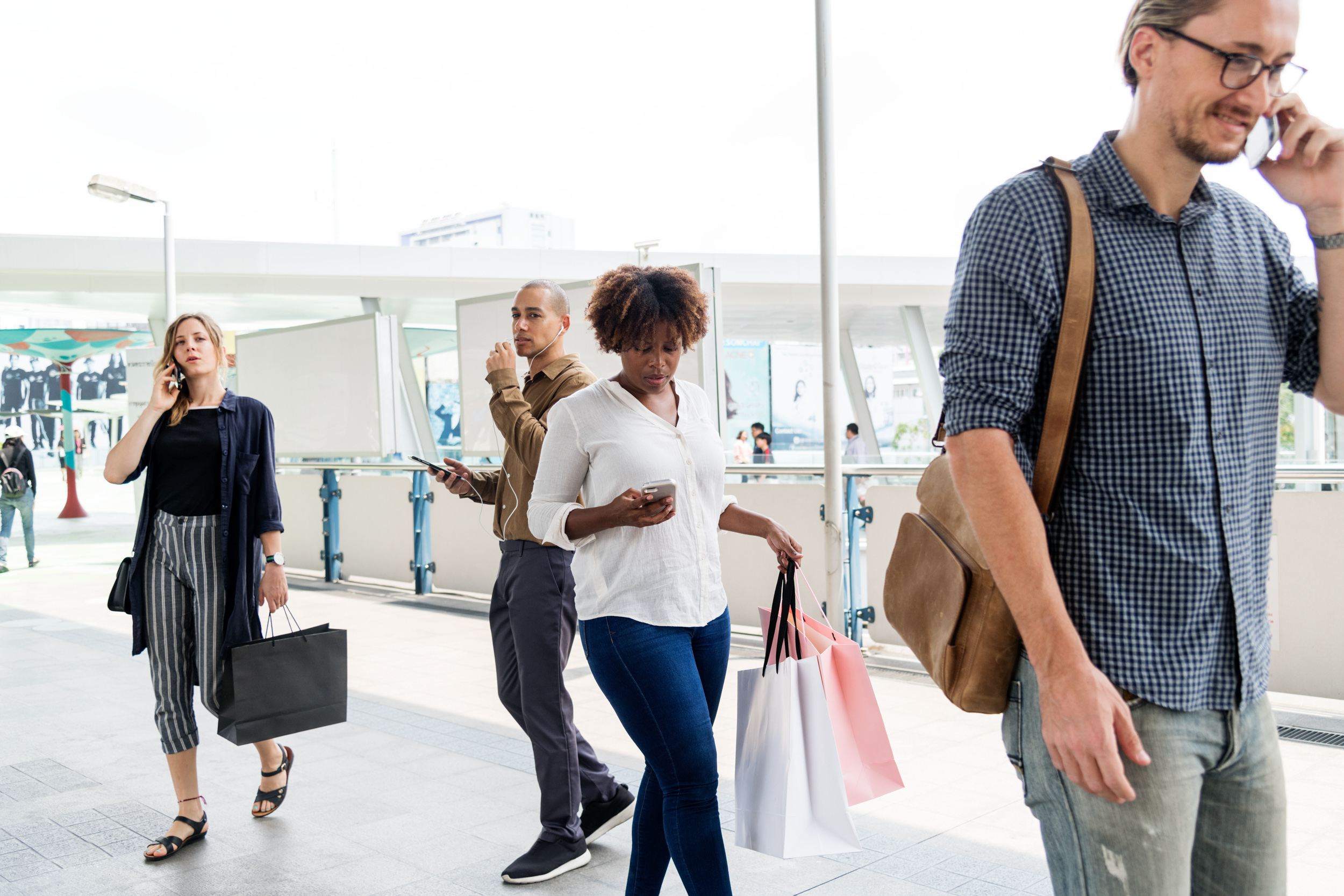
Vừa đi vừa nghe điện thoại

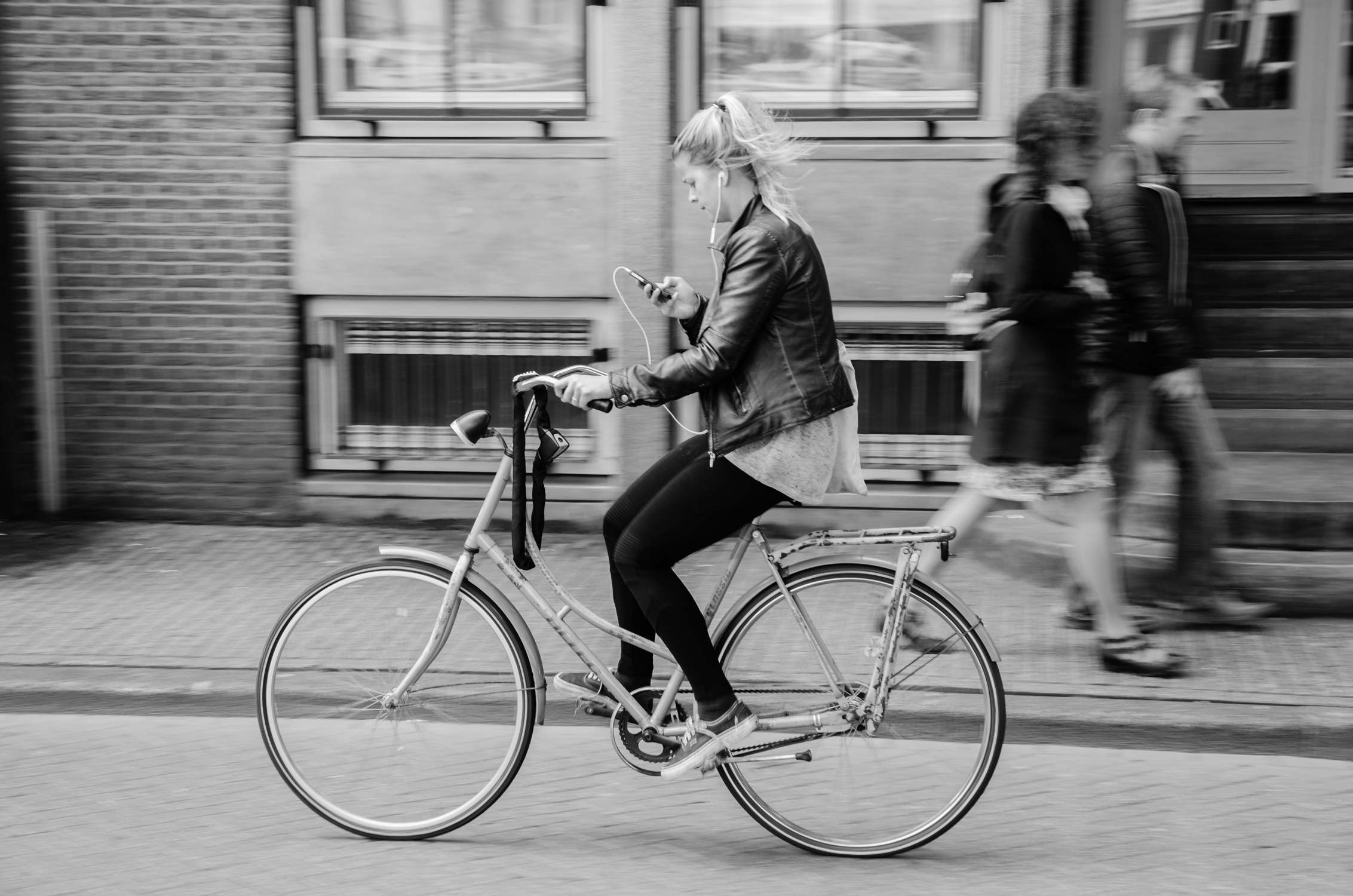
Tham gia giao thông nhưng vừa xem điện thoại

Thây ma điện thoại (tiếng Anh: smartphone zombie, hay còn gọi là smombie) là một người đi bộ mà thường dạo bước chậm chạp và không chú ý vào bối cảnh xung quanh bởi vì họ đang quá tập trung vào điện thoại thông minh của họ. Điều này đã được cảnh báo như một mối nguy hiểm tiềm ẩn đáng chú ý khi những người đi bộ bị phân tâm gây nên các vụ tai nạn. Nhiều thành phố như Trùng Khánh và Antwerpen đã giới thiệu các làn đường đặc biệt dành cho những người dùng điện thoại thông minh trong năm 2014 cũng như năm 2015 để chỉ dẫn hướng đi và quản lý họ.
Năm 2014, Trung Quốc có hơn năm trăm triệu người dùng điện thoại thông minh và hơn một nửa trong số đó có thói quen nghiện sử dụng điện thoại. Ở Hồng Kông, họ được gọi là dai tau juk ("lũ cúi đầu").
Những người đi bộ quá tập trung vào điện thoại có thể trật bước khỏi lề đường, đụng phải phần phía trước ô tô và va vào những người đi bộ khác. Trường thị giác của một người dùng điện thoại thông minh đã được ước đoán chỉ bằng 5% so với những người đi bộ không bị phân tâm.

## Biện pháp an toàn
Một ứng dụng sử dụng máy ảnh của điện thoại làm cho cho nó [điện thoại] trông trong suốt để có thể được sử dụng cho việc đưa ra một số cảnh báo về những mối nguy hiểm. Tại Augsburg và Cologne, các đèn giao thông mặt đất được nhúng xuống vỉa hè đã được giới thiệu để chúng xuất hiện trong tầm mắt những người đi bộ bận rộn. Tại Seoul, các ký hiệu cảnh báo đã được đặt trên vỉa hè tại các giao lộ nguy hiểm sau hơn 1000 vụ tai nạn đường bộ do điện thoại thông minh gây ra tại Hàn Quốc vào năm 2014.